# Моріс Норман
Моріс Норман (англ. Maurice Norman, 8 травня 1934, Норвіч — 27 листопада 2022) — англійський футболіст, захисник.

## Клубна кар'єра
У дорослому футболі дебютував 1952 року виступами за команду клубу «Норвіч Сіті», в якій провів три сезони, взявши участь у 35 матчах чемпіонату.
1956 року перейшов до клубу «Тоттенгем Готспур», за який відіграв 10 сезонів. Більшість часу, проведеного у складі «Тоттенгем Готспур», був основним гравцем захисту команди. Завершив професійну кар'єру футболіста виступами за команду «Тоттенгем Готспур» у 1966 році

## Виступи за збірну
1962 року дебютував в офіційних матчах у складі національної збірної Англії. Протягом кар'єри у національній команді, яка тривала 4 роки, провів у формі головної команди країни 23 матчі.
У складі збірної був учасником чемпіонату світу 1958 року у Швеції, чемпіонату світу 1962 року у Чилі.

## Титули і досягнення
- Чемпіон Англії (1):

«Тоттенгем Готспур»: 1960-61
- Володар Кубка Англії (2):

«Тоттенгем Готспур»: 1960-61, 1961-62
- Володар Суперкубка Англії (2):

«Тоттенгем Готспур»: 1961, 1962
- Володар Кубка Кубків УЄФА (1):

«Тоттенгем Готспур»: 1962–63